# Mazus wanmuliensis
Mazus wanmuliensis är en tvåhjärtbladig växtart som beskrevs av M. Qian och L.B. Geng. Mazus wanmuliensis ingår i släktet Mazus och familjen Mazaceae. Inga underarter finns listade i Catalogue of Life.